# Guillermo Molina
Guillermo Molina Ríos (né le 16 mars 1984 à Ceuta) est un joueur de water-polo espagnol naturalisé italien.
Il joue à la Pro Recco.